# Augustinern 19 (Quedlinburg)

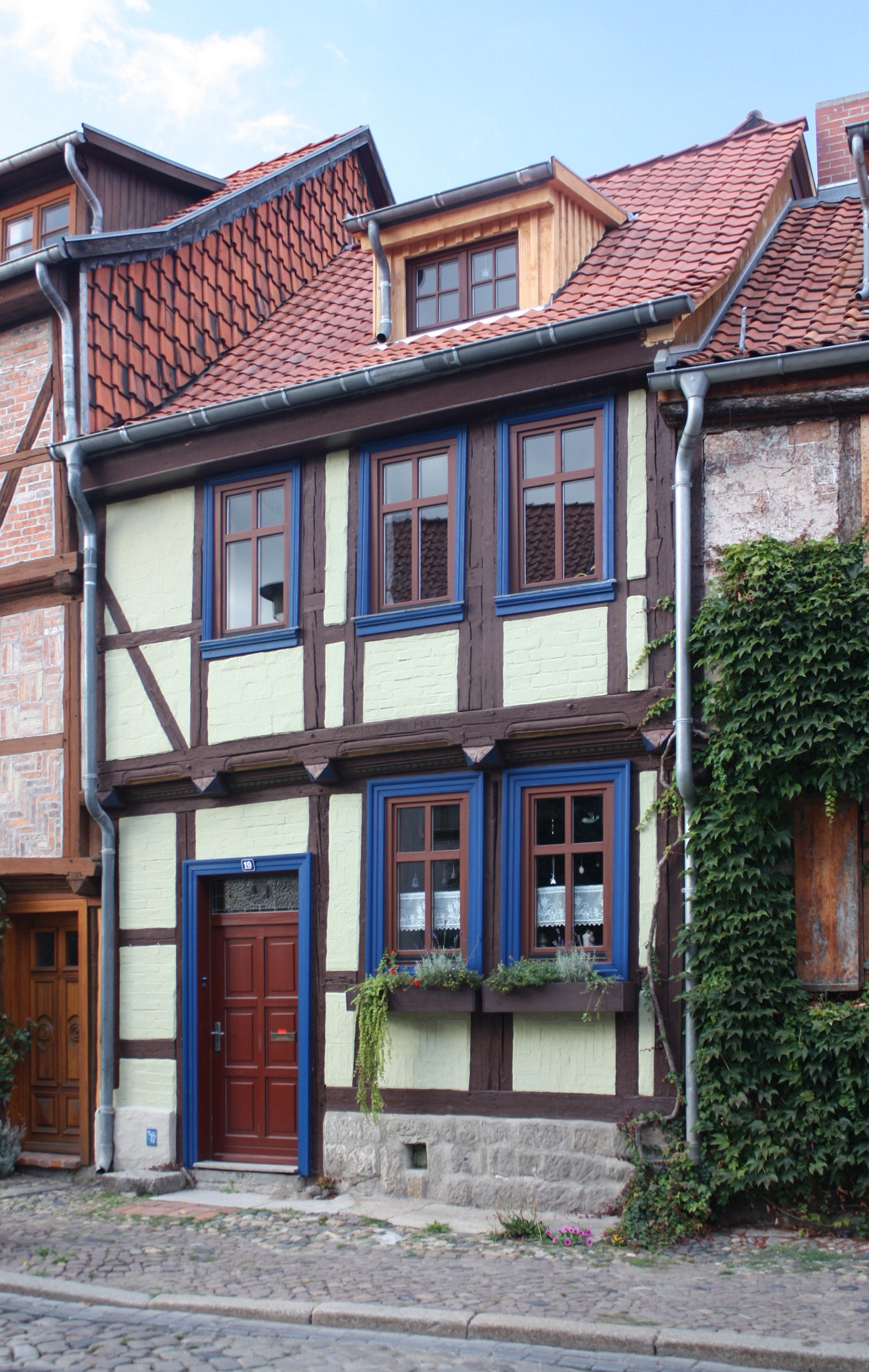
Haus Augustinern 19

Das Haus Augustinern 19 ist ein denkmalgeschütztes Gebäude in der Stadt Quedlinburg in Sachsen-Anhalt.

## Lage
Es befindet sich im nördlichen Teil der historischen Quedlinburger Neustadt und gehört zum UNESCO-Weltkulturerbe. Im Quedlinburger Denkmalverzeichnis ist es als Wohnhaus eingetragen. Westlich grenzt das gleichfalls denkmalgeschützte Haus Augustinern 18, östlich das Haus Augustinern 20 an.

## Architektur und Geschichte
Das zweigeschossige Fachwerkhaus entstand nach einer Bauinschrift im Jahr 1696. Als Verzierungen befinden sich Schiffskehlen an der Stockschwelle. Darüber hinaus verfügt das Haus über Pyramidenbalkenköpfe. Ungewöhnlich ist der an den profilierten Füllhölzern aufgebrachte einfache Schuppenfries. Die Formate der Fenster sind jüngeren Datums.